# Claude Cormier
Pour les articles homonymes, voir Cormier (homonymie).
 (avril 2022).
Si vous disposez d'ouvrages ou d'articles de référence ou si vous connaissez des sites web de qualité traitant du thème abordé ici, merci de compléter l'article en donnant les références utiles à sa vérifiabilité et en les liant à la section « Notes et références ».
Claude Cormier, né à Princeville (Québec) le 22 juin 1960 et mort le 15 septembre 2023 à Montréal (Québec), est un architecte paysagiste et artiste d'installation québécois. Il est l'un des membres les plus influents de sa profession paysagiste au Canada. On retrouve plusieurs de ses réalisations à Montréal et à Toronto.

## Biographie
Né à Princeville dans le Centre-du-Québec, Claude Cormier vit son enfance dans une ferme,. Son père est agriculteur et sa mère enseignante. Son père meurt alors qu'il a 17 ans et il s'occupe alors de la ferme avec son jeune frère, âgé de 15 ans.
Claude Cormier commence des études d'agronomie et de génétique végétale à l’Université Laval de la ville de Québec et continue ses études à l’Université de Guelph en Ontario, les finissant en 1982. Il projette de créer une nouvelle fleur par croisement. Il poursuit ses études en architecture du paysage à l’Université de Toronto. Muni d’un nouveau diplôme en 1986, il travaille pour diverses firmes d’architectes en paysage[réf. nécessaire]. 
Il revient ensuite au Québec pour s’installer à Montréal, où il travaille pour le Groupe Lestage, une firme d’architecture et de design urbain qui élargit sa pratique en offrant, grâce à lui, des services d’architecture de paysage[réf. nécessaire].
En 1993, il s'inscrit  au programme de maîtrise d'histoire et de théorie du design à la Harvard Graduate School of Design. Le choix de cette université relève en partie d'un concours de circonstance mais aussi de la présence de Martha Schwartz son mentor, figure phare dans le domaine de l’architecture du paysage, qui enseigne dans cette institution. Tout au long de ses études à Harvard, Claude Cormier travaille d'ailleurs pour le bureau de Martha Schwartz.
Après l'obtention de sa maîtrise à Harvard en 1994, il revient à Montréal et y fonde sa propre firme, Claude Cormier Architectes Paysagistes Inc., qui devient Claude Cormier et Associés Inc. puis CCxA Architectes paysagistes Inc.
Son entreprise travaille ensuite sur des projets de grande envergure à Montréal, Toronto et aux États-Unis. Lui et sa firme remportent une centaine de prix. 
En 2005, Claude Cormier est sélectionné en tant qu’Emerging Voice for North America par The Architectural League of New York et choisi par l’influente revue new-yorkaise Fast Company comme l’un des quatorze designers internationaux qui propulsent le design.
En 2009, il est reçu chevalier de l’Ordre national du Québec, la plus prestigieuse distinction accordée par le gouvernement du Québec,.
Au printemps 2010, la Graduate School of Design de l’Université Harvard présente une exposition exclusive de l’ensemble de son œuvre intitulée « Erratics ».   Sa firme est également sélectionnée plus tard par les éditions Phaidon Press pour une publication réunissant 30 architectes paysagistes reconnus mondialement pour le caractère innovant de leur pratique. Le livre Serious Fun - The Landscapes of Claude Cormier, premier ouvrage entièrement consacré à la pratique de Claude Cormier, écrit par Marc Treib et Susan Herrington est paru en juillet 2021 aux éditions Oro,.

### Mort
Claude Cormier meurt le 15 septembre 2023 à Montréal à l'âge de 63 ans. Il est atteint du syndrome de Li-Fraumeni, une rare prédisposition génétique à développer de multiples cancers. 
À l'annonce de son décès, la mairesse de Montréal Valérie Plante déclare que Cormier a « laissé une empreinte très, très forte à Montréal dans des places publiques, via le mobilier. Monsieur Cormier, c’est les Boules roses dans le Village, c’est le grand Anneau, c’est le square Dorchester... C’est plein d’éléments qui marquent notre quotidien, la qualité et la beauté de la ville »,. 
Quelques semaines avant sa mort, Cormier a enregistré des vidéos mettant en lumière la naissance de plusieurs de ses installations publiques,. 

## Influences
Claude Cormier fait partie de la seconde génération des architectes en paysage dits « conceptualistes », Martha Schwartz agissant comme chef de file de ce mouvement. Concomitante avec l’architecture postmoderne et dans la foulée de l’art conceptuel, cette approche se distingue par la prédominance accordée au concept ou à l’idée maîtresse qui donne naissance au projet et qui l’articule dans ses moindres aspects du début à la fin. Ajoutons que cette démarche « conceptualiste » tranche radicalement avec les impératifs fonctionnalistes du modernisme[réf. souhaitée].
Au sein de cette mouvance, la pratique de Cormier se caractérise par un usage de références historiques, économiques, botaniques, écologiques et socioculturelles qui composent les lieux de ses réalisations. Il s'inspire autant dans l'art contemporain que dans l'énergie et l'environnement du lieu où il compte ériger ses installations. Il prête une attention particulière au contexte et tente de concevoir des réalisations qui s'imprègnent de la mémoire du lieu, le tout afin de créer une forme de narration[réf. souhaitée].
Une formule traduit avec concision la philosophie de Cormier : « Artificiel, mais vrai ». Il vise une forme d’authenticité, un « vrai faux »; autrement dit, montrer en toute honnêteté la nature construite du paysage. Le projet terminé doit se présenter comme un hymne à la vie grâce à l’utilisation d’une palette de couleurs exubérantes et de matériaux artificiels caractérisés par une importante décontextualisation[réf. souhaitée]. 
L'humour plein d'esprit, et parfois même caustique, se dégageant de plusieurs projets de Cormier et son équipe devient en quelque sorte son image de marque. Non seulement jouer avec la nature, mais se jouer de la nature en la présentant et la représentant d’une manière inédite, tel pourrait être le credo de Cormier. Il tentait, de par ses réalisations de jouer avec les perceptions du public et de lui faire voir autrement ce qu'il tient pour acquis[réf. souhaitée]. En réinventant les paysages urbains, Claude Cormier cherche à susciter des émotions et à produire du sens dans le but de réhabiliter la place publique en brouillant les frontières entre le design et l’art, le naturel et l’artificiel, le réel et le surréel.

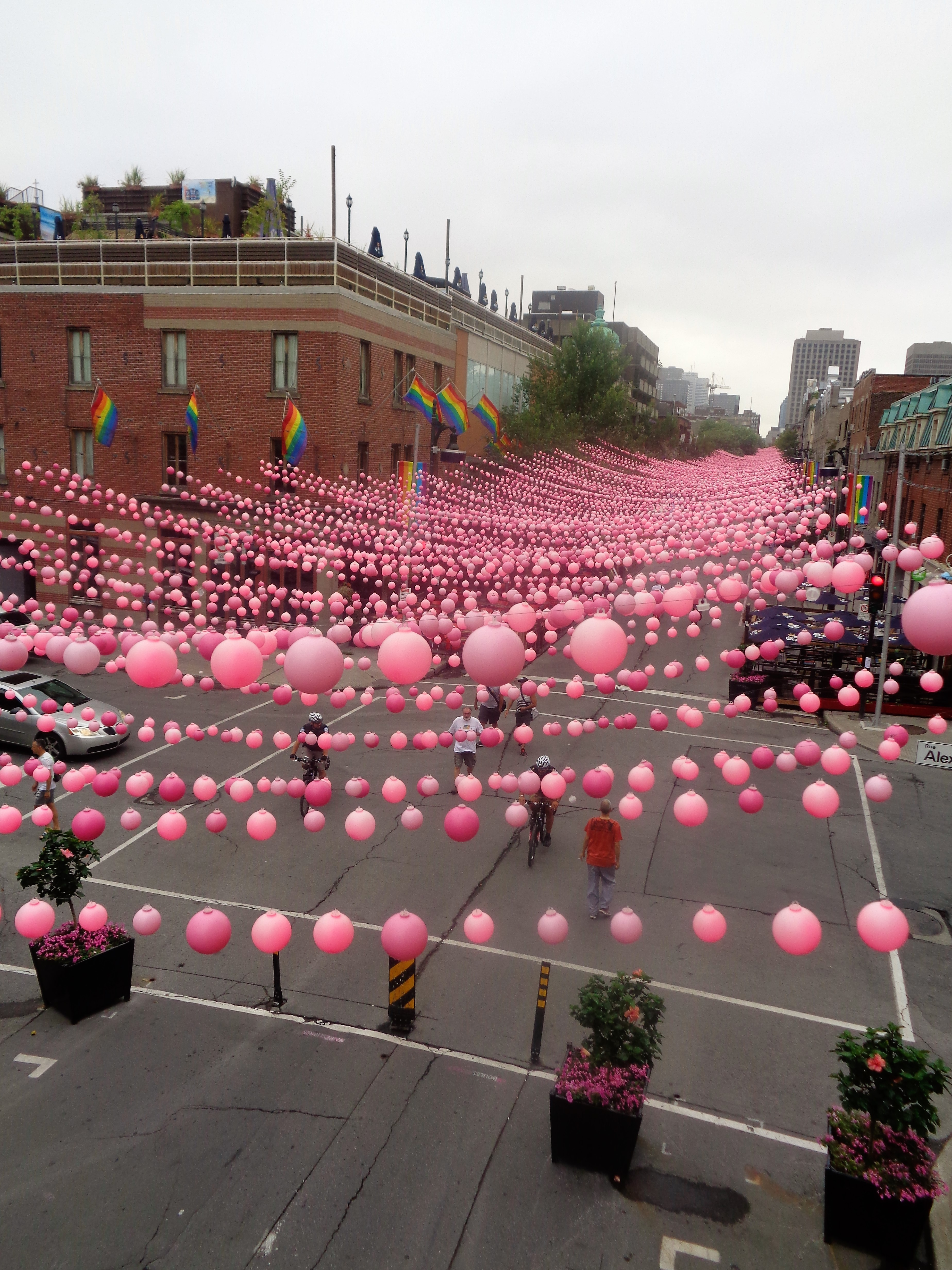
Les boules roses, au-dessus de la rue Sainte-Catherine Est dans le Village gai de Montréal, installées de 2011 à 2016.

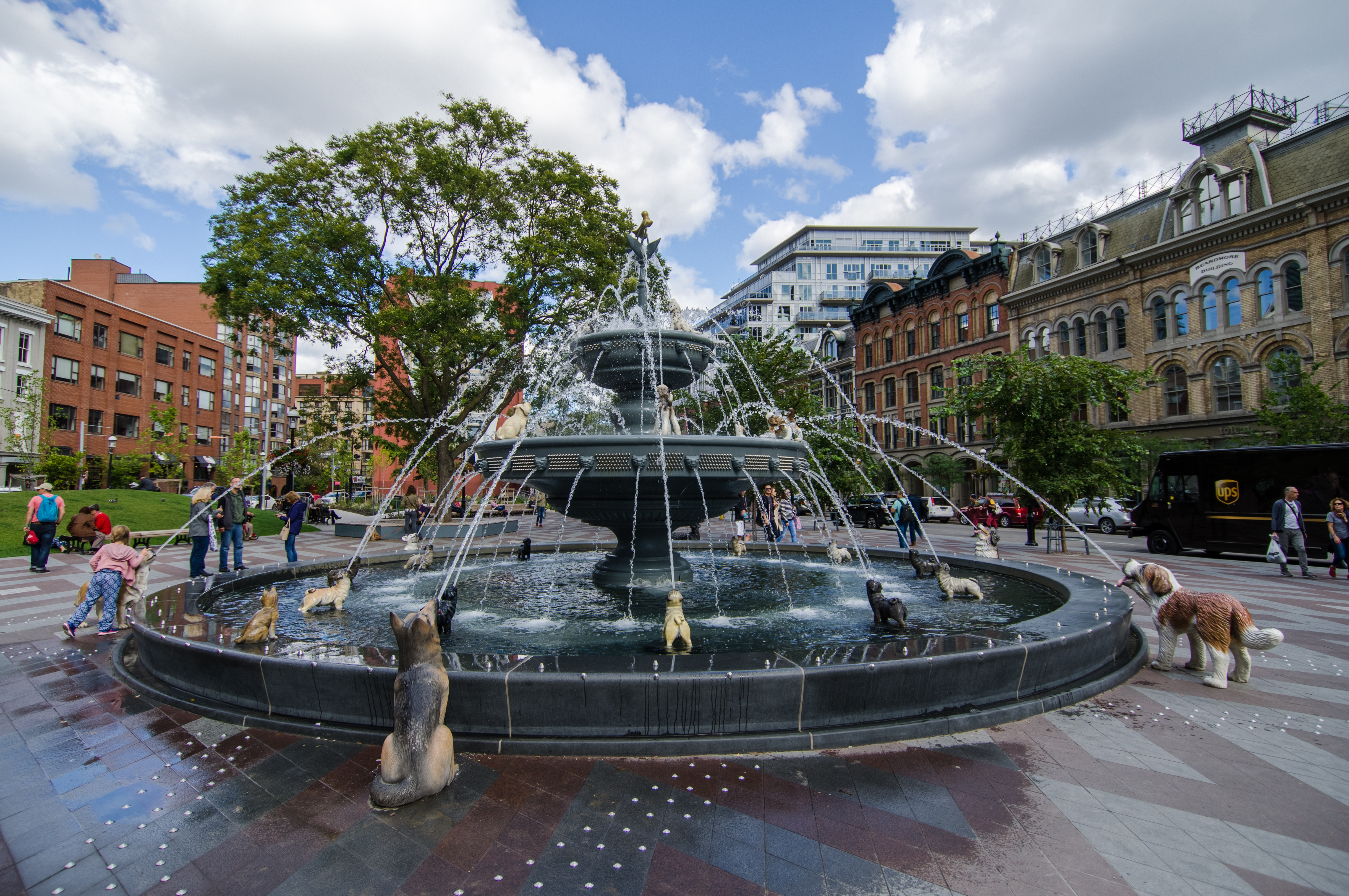
Berczy Park à Toronto.

## Projets

### Au Canada
- Warehouse Park (2022-2025), Edmonton

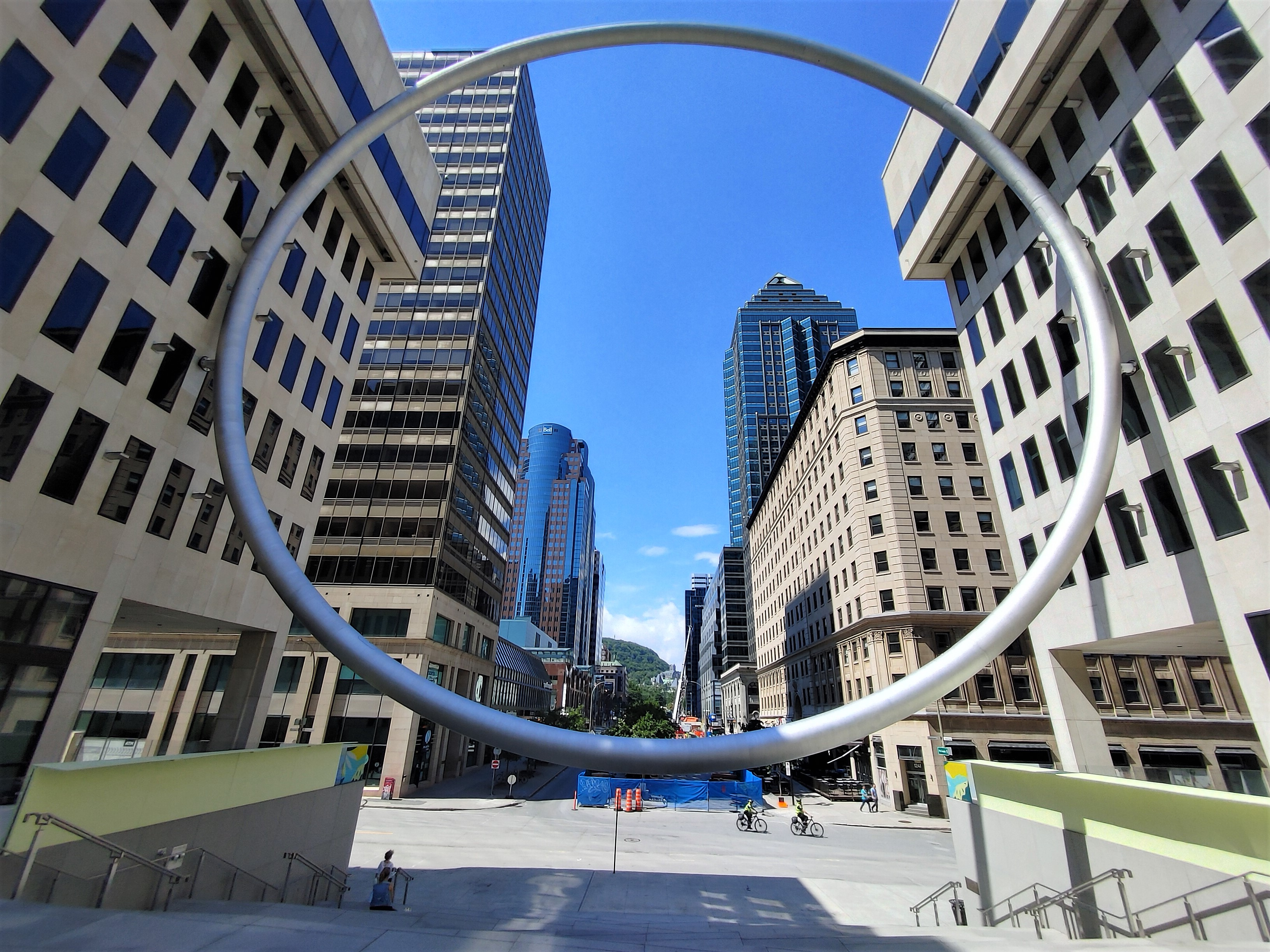
LAnneau, au centre-ville de Montréal.

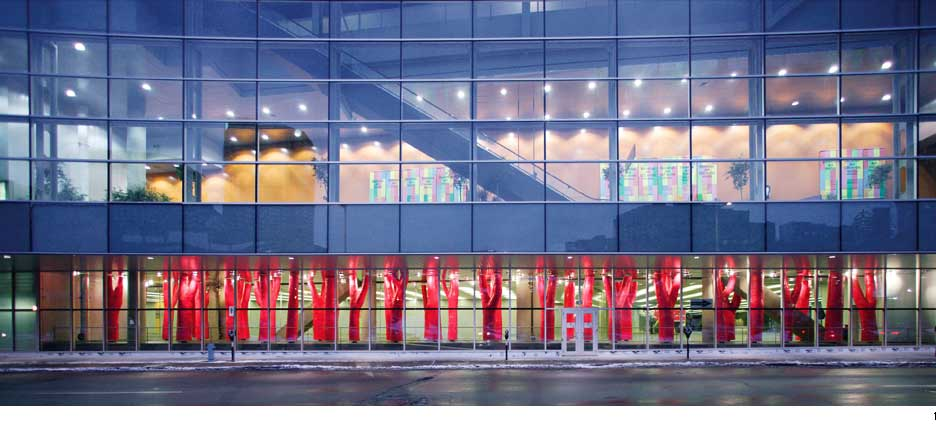
Nature légère/Lipstick Forest au Palais des congrès de Montréal.

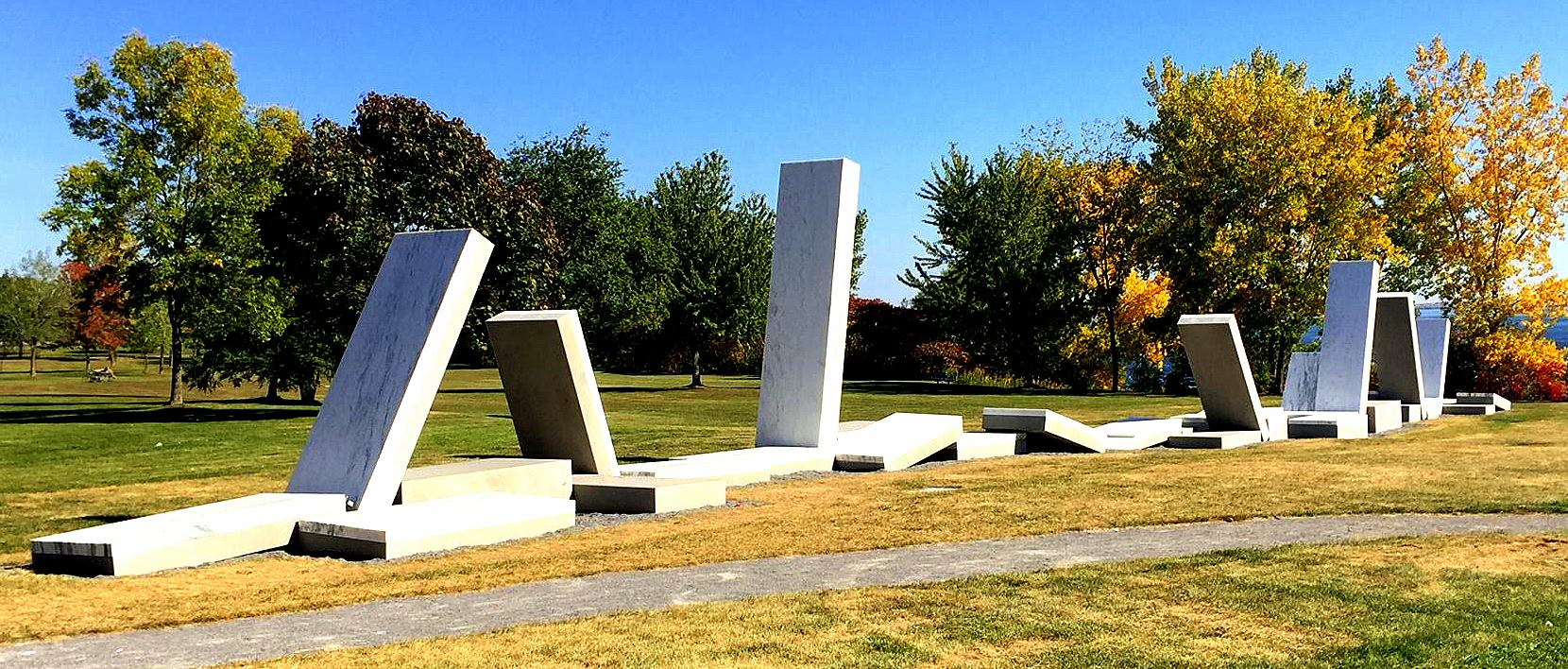
Au grand dam, à LaSalle.

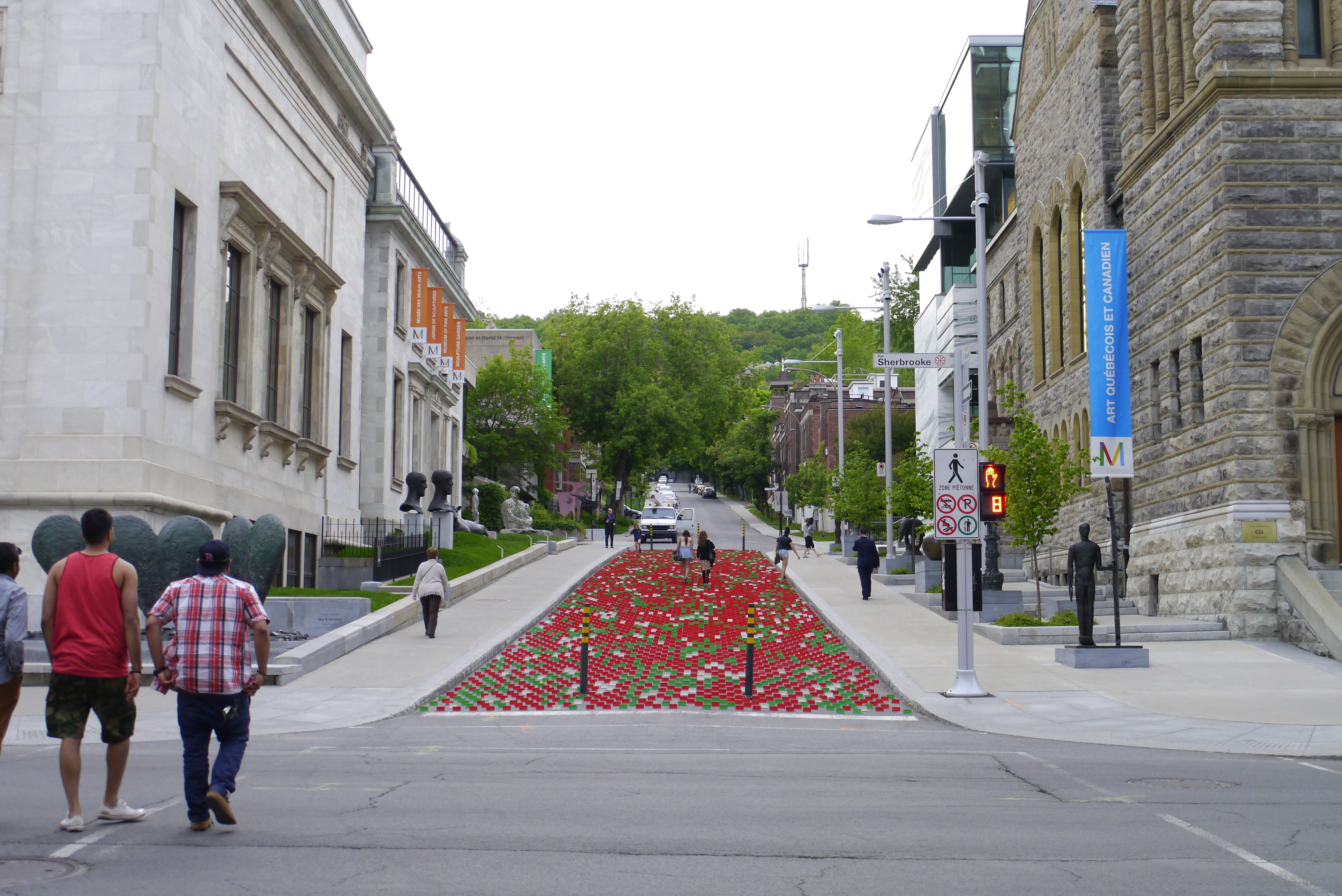
Tom II, au Musée des beaux-arts de Montréal.

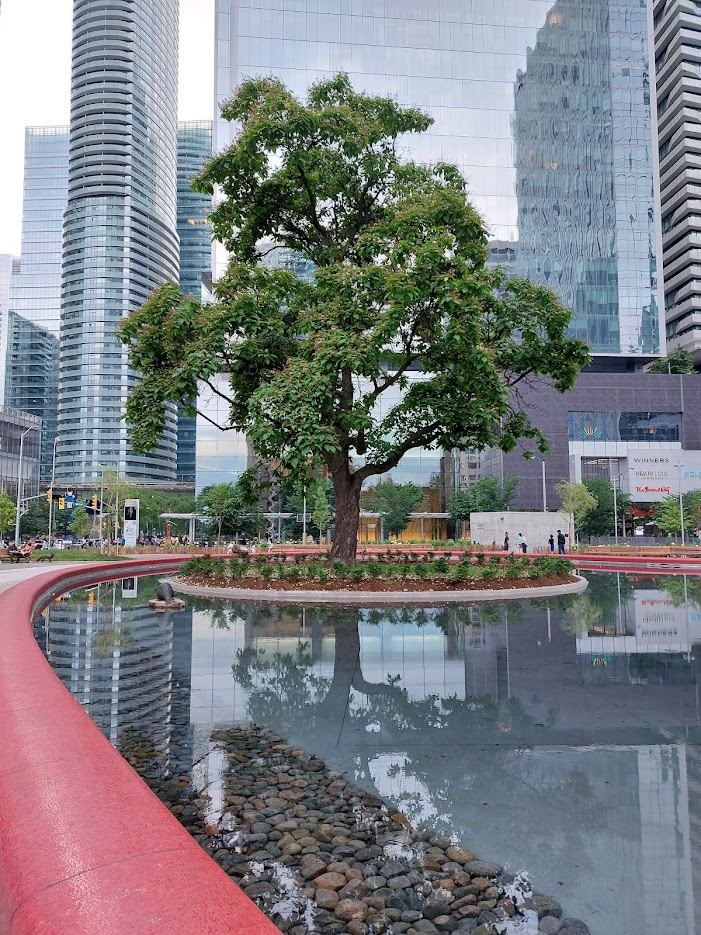
Love Park à Toronto.

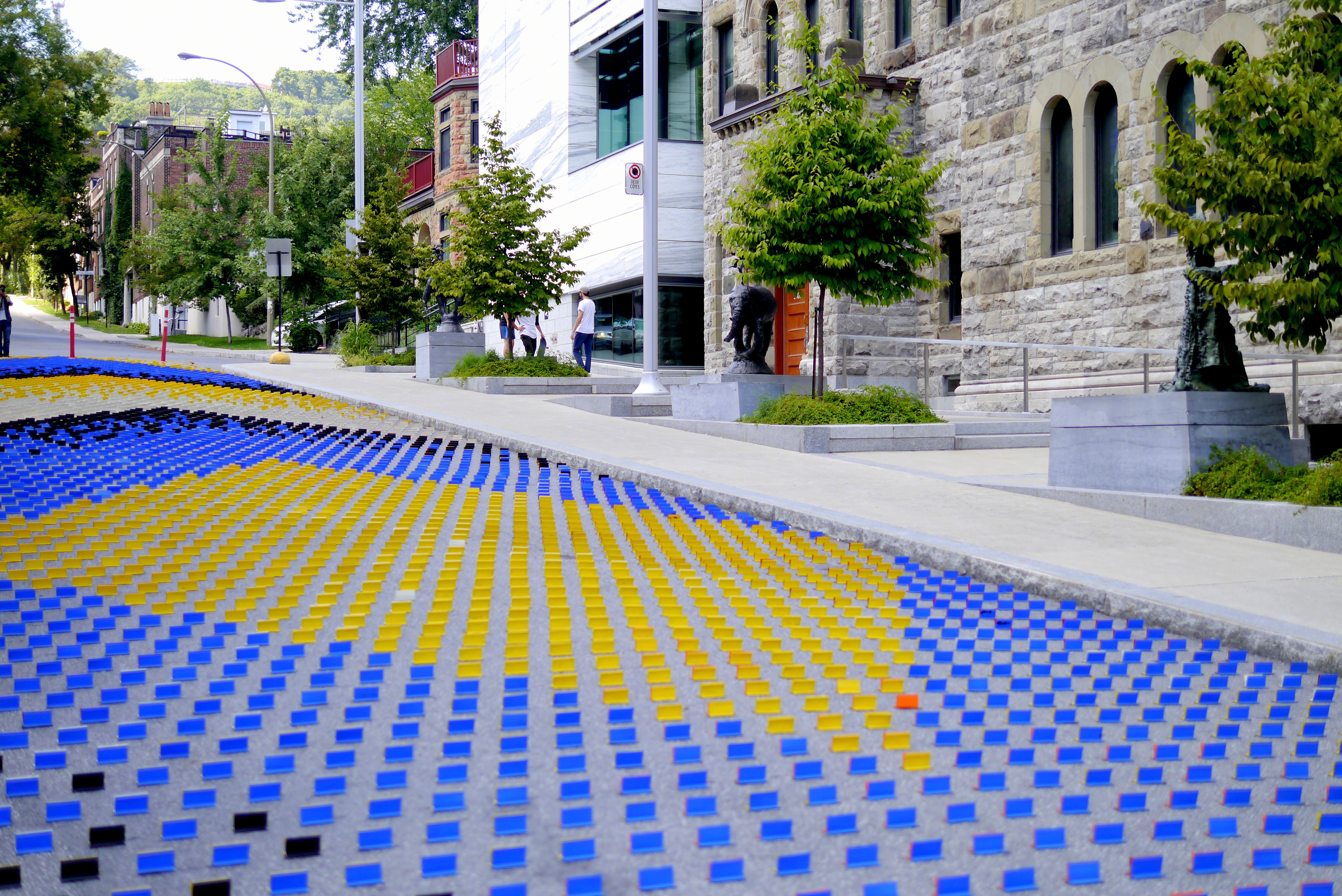
Tom III, au Musée des beaux-arts de Montréal.

- L'Anneau, Place Ville Marie, juin 2022, Montréal[13]
- RioCan Leaside Centre (2020-2024), Toronto
- Leslie Slip Lookout Park (2020-2022), Toronto
- Vaughan Metropolitan Centre (2020-2022), Vaughan
- Pensionnat Saint-Nom-de-Marie (2020-2022), Montréal
- 1 Square Phillips (2019-2023), Montréal
- Siège social de la Banque Nationale (2019-2023), Montréal
- The Well (2013-2023), Toronto
- Canadian Institute of the Blind (2015-2023), Edmonton
- West Don Lands (en) (2018-2022), Toronto
- St-Clair Block Development – Plan d’ensemble (2018-2022)
- Love Park (en) (2018-2022), Toronto
- Garrison Point – Plan d’ensemble (2012–2022), Toronto
- 2-8 Gloucester (2018-2022), Toronto
- 88 Queen St East (2015-2022), Toronto
- RCA-Lenoir (2020- ), Montréal
- 175 Wynford-Don Valley Parkway (2020- ), Toronto
- King and Portland Development (2020), Toronto
- Daniels Waterfront/City of the Arts (2020), Toronto Waterfront
- Musée Pointe-à-Callière – Plan d’ensemble (2019), Montréal
- 592 Sherbourne Street/The Selby (2019), Toronto
- Pôle Champlain – Proposition (2019), Ottawa
- Les Boules roses/18 nuances de gai (2011-2019), Montréal
- 700 St-Jacques (2018- ), Montréal
- Breakwater Park (2018), Kingston
- River City Phase 3 (2018), Toronto
- Square Dorchester et Place du Canada (2008-2018), Montréal
- Collège Ahuntsic (2018), Montréal
- Vaughan Metropolitan Centre – Plan d’ensemble (2018), Vaughan
- Vaughan Metropolitan Centre Bus Terminal Block (2013- ), Vaughan
- The Cat Park (2017 - ), Toronto
- TOM I, II, III, IV (2012-2014, 2017), Musée des beaux-arts de Montréal, Montréal
- Balade pour la paix (2017), Montréal
- Parc Jean-Drapeau – Plan de mise en valeur et réaménagement (2017), Montréal
- Jardin Frédéric Back du Musée des beaux-arts de Montréal (2017), Montréal
- Cité archéologique Place d’Youville, Musée de Pointe-à-Callière (2017), Montréal
- Berczy Park (en) (2017), Toronto
- Monument national de l’Holocauste avec Daniel Libeskind et Edward Burtynsky (2017), Ottawa
- Distillery Ribbon – Plan d’ensemble (2017), Toronto
- Vaughan Metropolitan Centre KPMG Block (2017), Vaughan
- Curtis Block (2016 - ), Calgary
- Scrivener Square (2016 - ), Toronto
- CIBC Commerce Court (2016- ), Toronto
- The Sony Centre for the Performing Arts and L-Tower (2016), Toronto
- 300 Front Street (2015), Toronto
- Performing Arts Centre & Brock University School of Fine and Performing Arts (2015), St. Catharines
- 117 Peter Street (2015), Toronto
- Jardin de sculptures du Cirque du Soleil (2015), Montréal
- Au grand dam (2015), Ville LaSalle
- Complexe Sportif (2015), Ville St-Laurent
- Garrison Point / Ordnance Street – Plan d’ensemble (2015), Toronto
- 5e Quai – Entrepôt frigorifique (2014), Montréal
- Royal Ontario Museum (2014), Toronto
- One The Esplanade (2014), Toronto
- Silo Site – Plan d’ensemble (2014), Toronto
- Tiffany, Evergreen Brickworks (2013), Toronto
- Appartements Le Château (2013), Montréal
- 3C Waterfront – Plan d’ensemble (2013), Toronto
- Jardin de bâtons bleus (1999–2013), Métis sur mer, Montréal, Winnipeg
- Four Seasons Hotel and Residences (2012), Toronto
- Cirque du Soleil (2012), Montréal
- Vieux-Port de Montréal – Plan d’ensemble (2012), Montréal
- Plage de l'Horloge (2012), Montréal
- Parc Hydro-Québec (2012), Montréal
- Université de Montréal – Étude de faisabilité (2011)
- Cirque du Soleil – Étude de faisabilité (2011), Montréal
- Leslie Nymark (2011), Toronto
- Vieux-Port de Montréal (2011), Montréal
- Centre Canadien d’Architecture (1992-2010), Montréal
- Sugar Beach (en) (2010), Toronto
- Evergreen Brickworks (2010), Toronto
- Prairie urbaine (2010), Gatineau
- Benny Farm (2010), Montréal
- École de pharmacie et de médecine de l’Université de Waterloo (2009), Kitchener
- Viger DMC (2009), Montréal
- Vieux-Port de Montréal – Plan directeur d’horticulture (2009), Montréal
- Place d’Youville (2008), Montréal
- Collège Ahuntsic (2008), Montréal
- Université McGill, Complexe des Sciences de la vie (2007), Montréal
- Institute of Advanced Medecine de l’Université du Manitoba (2007), Winnipeg
- HTO Park (en) (2007), Toronto
- Flora International (2006), Montréal
- Entrepôt Frigorifique – Plan d’ensemble (2006), Montréal
- Église St-James (2006), Montréal
- Waterfront Park – Étude (2005), Otterburn Park
- Université du Quebec à Montréal, Complexe des sciences Pierre-Dansereau (2005), Montréal
- Commissioners Park – Concept (2004), Toronto
- Place des Arts – Plan d’ensemble (2003), Montréal
- Carrefour Parc/Pins –Analyse urbaine (2002), Montréal
- Collège Ahuntsic – Plan d’ensemble (2002), Montréal
- Nature légère et esplanade du Palais des congrès (2002), Montréal
- Falaise Sainte-Geneviève – Plan de revitalisation (1999), Québec
- Blue Lawn, Centre canadien d’architecture (1997), Montréal

### Aux États-Unis et ailleurs dans le monde
- Lake Shore East (2021), Chicago (États-Unis)
- Buchwald Plaza (2019), Mount Vernon (États-Unis)
- Rice University – Plan d’ensemble (2019), Houston (États-Unis)
- AIDS Memorial – Proposition (2017), Chicago (États-Unis)
- Forêt bleue, Nissan Design America (2007), Detroit et La Jolla (États-Unis)
- Pergola, Biennale d’art contemporain (2006), Le Havre (France)
- Jackie Gleason Theater – Plan d’ensemble (2006), Miami Beach (États-Unis)
- Blue Tree, Cornerstone Festival of Architectural Gardens (2005), Sonoma (États-Unis)
- Jardin des bâtons bleus (2005), Chicago (États-Unis)
- Jardin de bâtons bleus, Hestercombe Gardens (2004), Taunton (Angleterre)
- Moonwalk – MGM Studios/Cirque du Soleil – Plan d’ensemble (2003), Las Vegas (États-Unis)
- Solange (2003), Lyon (France)
- Mosaïcultures Internationales de Montréal – Plan d’ensemble (2003), Dubaï, UAE
- Battersea Power Station – Plan de redéveloppement (2001), Londres (Angleterre)
- Cirque du Soleil – Plan d’ensemble (2000), Hong Kong
- Jardin de Montréal à Shanghai (2000), Shanghai (Chine)
- Red Lawn, Schindler House MAK Center (1999), Los Angeles (États-Unis)